# Sergei Nikolajewitsch Wolkow
Sergei Nikolajewitsch Wolkow (russisch Сергей Николаевич Волков; * 19. April 1949 in Moskau; † 31. August 1990 bei Charkow) war ein sowjetischer Eiskunstläufer, der für die UdSSR bzw. Spartak Moskau im Einzellauf startete. Er ist der Weltmeister von 1975.
Sergei Wolkow war zehn Jahre lang Mitglied der sowjetischen Eiskunstlauf-Nationalmannschaft. Den Höhepunkt seiner langen Karriere erreichte er Mitte der 1970er Jahre.
Er war der erste sowjetische Eiskunstläufer, der bei Weltmeisterschaften in einem Einzelwettbewerb die Goldmedaille gewinnen konnte.
Nachdem er 1966 als sowjetischer Junioren-Meister in Erscheinung getreten war, gelang ihm zehn Jahre später noch einmal der Gewinn der sowjetischen Meisterschaft. Sergei Wolkow nahm insgesamt an zwei Olympischen Spielen, vier Weltmeisterschaften und acht Europameisterschaften teil.

## Leben
Sergei Wolkow begann mit dem Eiskunstlaufen im Alter von sechs Jahren. Sein erster Lehrmeister war Pjotr Tichonow (russ. Петр Петрович Тихонов). Ab 1959 wurde er von Wiktor Kudrjawzew (russ. Виктор Николаевич Кудрявцев) trainiert. Unter den Kindern, die zusammen mit Sergej in derselben Gruppe trainierten, befand sich auch Alexander Lakernik (russ. Александр Рафаилович Лакерник), der heute als Vorsitzender der Technischen Kommission Kunstlauf der ISU fungiert. Die Presse erwähnt Sergei Wolkow nur wenig. Das hängt damit zusammen, dass seine Stärke das so genannte Pflichtprogramm war, das zwar bis zur Einführung des Kurzprogramms im Jahr 1975 mit 50 Prozent in die Wertung einging, jedoch unter Ausschluss der Öffentlichkeit ausgetragen wurde und damit keine Medienwirksamkeit besaß. Sergei Wolkow galt als verschlossen und hochsensibel, auf der anderen Seite jedoch als ehrgeizig und ungemein hart gegen sich selbst. Er war der perfekte Pflichtläufer. Die Führung, die er nach dem Pflichtprogramm regelmäßig innehatte, ging ihm im weiteren Verlauf des Wettkampfs jedoch ebenso regelmäßig wieder verloren, da die Zahl seiner Sprünge kaum größer war als die Zahl seiner Stürze. Bezeichnend für seine Klasse ist aber, dass seine wenigen sturzfreien Vorträge sofort zum Gewinn von Medaillen führten. Bei seiner Weltmeisterschafts-Kür 1975 in Colorado Springs gelangen ihm zwei Dreifachsprünge: ein Salchow und ein Toeloop. Ein Jahr zuvor in München unterlag er gegen Jan Hoffmann aus der DDR, da er verletzungsbedingt den Lutz und den Flip auslassen musste.
Nicht nur seine Sprungsschwäche, sondern auch sein Verletzungspech hatte Sergei Wolkow immer wieder aus den Medaillenrängen hinausgedrängt. Bei der Europameisterschaft 1974 in Zagreb ging er mit einem gebrochenen Zeh an den Start und gewann dennoch Silber. Ein wahres Husarenstück war sein Auftritt 1975 in Colorado Springs. Nachdem die sowjetische Mannschaft bereits einen Monat vor Beginn der Wettkämpfe angereist war, zog sich Sergei Wolkow gleich beim ersten Training eine so schwere Knieverletzung zu, dass er nicht mehr weiter trainieren konnte. So ging er mit einem einmonatigen Trainingsrückstand in den Wettkampf, schlug den amtierenden Europameister, seinen Landsmann Wladimir Kowaljow und wurde Weltmeister.
Nach Beendigung seiner aktiven Laufbahn im Jahr 1978 war Sergei Wolkow bis 1982 als Cheftrainer der Jugend-Nationalmannschaft tätig. Danach arbeitete er für seinen Verein Spartak Moskau als Kinder-Trainer. Zu seinen Schülern gehörte u. a. der Vize-Europameister des Jahres 2002, Alexander Abt. 1986/1987 trainierte bei Sergei Wolkow der Weltmeister und vierfache Europameister Alexander Fadejew. Im Februar 1990 ging Sergej Wolkow als Trainer nach Österreich, kehrte jedoch aufgrund einer schweren Erkrankung (Magenkrebs), der er im August desselben Jahres erlag, bereits nach vier Monaten in seine Heimat zurück. Sein Grab befindet sich auf dem Friedhof des Moskauer Stadtteils Kunzewo.
Sergei Wolkow hat drei Kinder: Alexander, geb. 1977 (aus der 1972 geschlossenen Ehe mit Ludmilla Olechowa, die zusammen mit ihrem Bruder Andrej als Paarläuferin auftrat), sowie die Zwillinge Katharina und Anastasia, geb. 27. April 1985 (aus der Ehe mit Oxana, einer Dozentin des Metallurgischen Instituts MISiS in Moskau).
Sergei Wolkows Schwester Elena Burjak (russ. Елена Буряк) ist als internationale Kampfrichterin tätig.

## Ergebnisse
| Wettbewerb / Jahr           | 1968 | 1969 | 1970 | 1971 | 1972 | 1973 | 1974 | 1975 | 1976 | 1977 |
| --------------------------- | ---- | ---- | ---- | ---- | ---- | ---- | ---- | ---- | ---- | ---- |
| Olympische Winterspiele     | 18.  |      |      |      |      |      |      |      | 5.   |      |
| Weltmeisterschaften         |      |      | 7.   |      | 10.  |      | 2.   | 1.   |      |      |
| Europameisterschaften       | 12.  | 7.   | 5.   | 6.   |      | 5.   | 2.   | 4.   | 5.   |      |
| Sowjetische Meisterschaften | 4.   | 3.   | 2.   | 2.   | 2.   | 3.   | 1.   | 2.   | 1.   | 3.   |